# Demetrio Aguilera Malta
Demetrio Aguilera Malta (ur. 24 maja 1909 w Guayaquil, zm. 29 grudnia 1981 w mieście Meksyk) – ekwadorski pisarz i dyplomata.
Debiutował w 1930 książką Los que se van, cuentos del cholo y del montuvio. W Polsce ukazały się dwie powieści Ekwadorczyka: jeden z wcześniejszych jego utworów, zawierający elementy magiczne, Don Goyo oraz Porwanie generała, groteskowo-satyryczna rozprawa z latynoską dyktaturą. Brał udział w hiszpańskiej wojnie domowej, walcząc po stronie republikańskiej. Aguilera Malta sporo podróżował, był autorem reportaży, m.in. opisujących hiszpańską wojnę domową (¡Madrid!). Napisał także kilka sztuk teatralnych. Przez wiele lat mieszkał w Meksyku, pełnił funkcję ambasadora Ekwadoru w tym kraju.

## Polskie przekłady
- Don Goyo (Don Goyo 1933).
- Porwanie generała (El secuestro del general 1973).